# 3160 Angerhofer
3160 Angerhofer este un asteroid din centura principală, descoperit pe 14 iunie 1980 de Edward Bowell.